# 萝达·瑞安
萝达·瑞安（英語：Rhoda Ryan，1925年1月4日—2002年4月22日），新西兰女子草地滚球运动员。她曾代表新西兰参加1990年英联邦运动会草地滚球比赛，获得女子四人组银牌。